# Apple Partition Map
Apple Partition Map o APM è uno schema di partizionamento usato per definire l'organizzazione di basso livello dei dati su disco rigido formattato per l'uso con computer Macintosh.
I dischi Apple sono divisi in blocchi da 512 byte. Il primo blocco (blocco 0) contiene informazioni riservate al driver. La mappa delle partizioni inizia effettivamente al blocco 1.
La peculiarità di APM consiste nel definire sé stessa come una delle partizioni presenti su disco. Ciò significa che ogni blocco del disco (con l'eccezione del blocco 0) appartiene a una partizione.
Alcuni dischi ibridi contengono sia un descrittore primario del volume ISO 9660 sia una mappa di partizione Apple, consentendo così al disco di funzionare su diversi tipi di computer, compresi i sistemi Apple.
I Mac basati su processore Intel possono partire da un disco APM, anche se macOS può eseguire la fase di boot ufficialmente solo da un disco con GUID Partition Table (GPT), mentre i Mac basati su processore PowerPC, sostanzialmente più vecchi, non possono partire da dischi GPT.